# Inside Rembrandt • 1606–1669
Die Ausstellung Inside Rembrandt • 1606–1669 fand vom 1. November 2019 bis 1. März 2020 im Wallraf-Richartz-Museum & Fondation Corboud in Köln statt und wird vom 17. April bis 30. August 2020 im Palais Goltz-Kinsky der Nationalgalerie Prag gezeigt. Sie war nach Angaben des Kölner Museums eine Hommage an den niederländischen Maler Rembrandt van Rijn, dessen Todestag sich am 4. Oktober 2019 zum 350. Mal jährte. In Köln war sie die zweite Rembrandt-Ausstellung des Jahres, neben der vom 3. Oktober 2019 bis zum 12. Januar 2020 gezeigten Ausstellung Rembrandts graphische Welt.

## Ausstellung
Die Ausstellung umfasste neben den Werken Rembrandts im Besitz des Wallraf-Richartz-Museum & Fondation Corboud und der Nationalgalerie Prag eine Vielzahl von Leihgaben anderer Museen. Dazu gehörte mit Ein Gelehrter in seinem Studienzimmer der Nationalgalerie Prag ein Werk, das bisher erst einmal vor mehr als 70 Jahren in das Ausland verliehen wurde. Die internationalen Leihgaben kamen von Institutionen wie dem Metropolitan Museum of Art in New York City, dem J. Paul Getty Museum in Los Angeles, dem Rijksmuseum Amsterdam, dem Koninklijk Museum voor Schone Kunsten in Antwerpen, der National Gallery in London, der Albertina in Wien, der Alten Pinakothek in München, der Staatsgalerie Stuttgart und von privaten Sammlern. Die Präsentation von Gemälden, Zeichnungen und Radierungen Rembrandts wurde mit Arbeiten seiner Zeitgenossen und Schüler ergänzt, darunter Jan Lievens, Govert Flinck und Ferdinand Bol.

## Werke in der Ausstellung (Auswahl)
| Bild | Titel                                                                 | Künstler                    | Entstehung    | Verfahren und Format              | Werkverzeichnis | Sammlung, Ort                                       |
| ---- | --------------------------------------------------------------------- | --------------------------- | ------------- | --------------------------------- | --------------- | --------------------------------------------------- |
|      | Halbfigur eines Mannes in orientalischem Kostüm                       | Jan Lievens                 | um 1629       | Öl auf Leinwand, 135 × 100,5 cm   | –               | Bildergalerie, Sanssouci, Potsdam                   |
|      | Alter Mann mit Pelzmütze                                              | Rembrandt                   | 1630          | Öl auf Eichenholz, 22,2 × 17,7 cm | Corpus VI 43    | Tiroler Landesmuseum, Innsbruck                     |
|      | Ein Maler in seiner Werkstatt                                         | anonymer Schüler Rembrandts | ca. 1630      | Öl auf Holz, 53 × 64,5 cm         | -               | Privatbesitz, Kremer Collection, Niederlande        |
|      | Bildnis eines Jungen                                                  | Gerrit Dou                  | um 1630       | Öl auf Eichenholz, 42 × 33,5 cm   | –               | Niedersächsisches Landesmuseum Hannover             |
|      | Büste eines Mannes in orientalischem Kostüm                           | Umkreis von Rembrandt       | um 1630       | Öl auf Leinwand, 84,9 × 64,5 cm   | Corpus I C 21   | Philadelphia Museum of Art, Pennsylvania, USA       |
|      | Alter Gelehrter in einer Gewölbekammer (St. Anastasius)               | Rembrandt                   | 1631          | Öl auf Eichenholz, 60,8 × 47,3 cm | Corpus VI 85    | Schwedisches Nationalmuseum, Stockholm, Schweden    |
|      | Brustbild einer lächelnden Frau, möglicherweise Saskia van Uylenburgh | Rembrandt                   | 1633          | Öl auf Eichenholz, 52,4 × 44 cm   | Corpus VI 94    | Gemäldegalerie Alte Meister, Dresden                |
|      | Porträt einer jungen Frau                                             | Rembrandt                   | 1633          | Öl auf Holz, 65,3 × 48,6 cm       | Corpus VI 93    | Museum of Fine Arts, Houston, Texas, USA            |
|      | Porträt des Johannes Wtenbogaert                                      | Rembrandt                   | 1633          | Öl auf Leinwand, 130 × 104,5 cm   | Corpus VI 90    | Rijksmuseum Amsterdam, Niederlande                  |
|      | Porträt einer jungen Frau mit einem Fächer                            | Rembrandt                   | 1633          | Öl auf Leinwand, 125,7 × 100,1 cm | Corpus VI 88b   | Metropolitan Museum of Art, New York City, USA      |
|      | Brustbild eines Mannes in orientalischem Kostüm                       | Rembrandt                   | 1633          | Öl auf Eichenholz, 85,8 × 63,8 cm | Corpus VI 104   | Alte Pinakothek, München                            |
|      | Ein Gelehrter in seinem Studienzimmer                                 | Rembrandt                   | 1634          | Öl auf Leinwand, 141,0 × 135,0 cm | Corpus VI 129   | Nationalgalerie Prag, Tschechien                    |
|      | Selbstbildnis mit erhobenem Säbel                                     | Rembrandt                   | 1634          | Radierung, 12,4 × 10,2 cm         | Bartsch 18      | Staatsgalerie Stuttgart                             |
|      | Das Bad der Diana mit Aktäon und Kallisto                             | Rembrandt                   | 1634          | Öl auf Leinwand, 73,5 × 93,5 cm   | Corpus VI 130   | Burg Anholt, Isselburg                              |
|      | Selbstbildnis mit weicher Mütze                                       | Rembrandt                   | um 1635       | Radierung, 5,1 × 4,4 cm           | Bartsch 2       | Wallraf-Richartz-Museum & Fondation Corboud, Köln   |
|      | Eine Frau im Bett sitzend                                             | Rembrandt                   | um 1635       | Federzeichnung, 14,8 × 19,1 cm    | -               | Groninger Museum, Niederlande                       |
|      | Selbstporträt mit Saskia                                              | Rembrandt                   | 1636          | Radierung, 10,4 × 9,5 cm          | Bartsch 19      | Staatsgalerie Stuttgart                             |
|      | Saskia am Fenster                                                     | Rembrandt                   | 1635 bis 1638 | Federzeichnung, 16,4 × 12,5 cm    | -               | Szépművészeti Múzeum, Budapest, Ungarn              |
|      | Saskia van Uylenburgh                                                 | Rembrandt                   | 1634 bis 1640 | Öl auf Pappelholz, 60,5 × 49 cm   | Corpus VI 171   | National Gallery of Art, Washington, D.C., USA      |
|      | Porträt eines Orientalen                                              | Govert Flinck               | um 1640       | Öl                                | -               | Walker Art Gallery, Liverpool, England              |
|      | Der heilige Hieronymus in seiner Kammer                               | Rembrandt                   | 1642          | Radierung, 15,2 × 17,4 cm         | Bartsch 105     |                                                     |
|      | Diana und Callisto                                                    | Rembrandt                   | 1642–1643     | Federzeichnung, 20,8 × 30,0 cm    | Benesch 521     | Privatsammlung, ehemals Sammlung Valentiner         |
|      | Christus an der Geißelsäule                                           | Rembrandt zugeschrieben     | um 1646       | Öl auf Holz, 34 × 25,8 cm         | -               | Wallraf-Richartz-Museum & Fondation Corboud, Köln   |
|      | Selbstbildnis mit roter Mütze                                         | Werkstatt Rembrandts        | ca. 1660      | Öl auf Leinwand, 68 × 56,5 cm     | Corpus IV 17    | Staatsgalerie Stuttgart                             |
|      | Der Apostel Bartholomäus                                              | Rembrandt                   | 1661          | Öl auf Leinwand, 86,7 × 75,6 cm   | Corpus VI 290   | J. Paul Getty Museum, Los Angeles, Kalifornien, USA |
|      | Selbstbildnis als Zeuxis                                              | Rembrandt                   | ca. 1663      | Öl auf Leinwand, 82,5 × 65 cm     | Corpus VI 302   | Wallraf-Richartz-Museum & Fondation Corboud, Köln   |

## Katalog
- Wallraf-Richartz-Museum & Fondation Corboud (Hrsg.): Inside Rembrandt. 1606–1669. Michael Imhof Verlag, Petersberg 2019, ISBN 978-3-7319-0908-8.